# اسکول (قمر)
اسکول (به انگلیسی: Skoll) که با نام زحل XLVII هم خوانده می‌شود (نام موقت اس /۲۰۰۶ اس ۸)، یک قمر طبیعی زحل است؛ که در چهارم ماه مه ۲۰۰۵ توسط اسکات اس. شپرد، دیوید سی.جویت، جن کلینه و در تاریخ ۲۶ ژوئن ۲۰۰۶ براساس مشاهداتی که بین ۵ ژانویه و ۳۰ آوریل ۲۰۰۶ صورت گرفته بود کشف شد.
اسکول حدود ۶ کیلومتر قطر دارد. (سپیدایی فرضی ۰٫۰۴) متوسط مدارش ۱۷٫۶ مگامتر است و دوره آن ۸۶۹ روز بوده و انحراف بالا و خروج از مرکز مدار متوسط می‌چرخد.
در آوریل ۲۰۰۷ به نام اسکول، یک گرگ بزرگ پسر فنریر از اساطیر اسکاندیناوی و برادر دوقلوی هاتی هرود ویتنیسون گرفته شده است.